# Weisshorn (Wallis)
Weisshorn este un munte cu altitudinea de 4,505 m deasupra n.m.,  fiind cel mai înalt munte din masivul Alpii Pennini (Walliser). Piscul are forma unei piramide cu trei muchii, concurând ca frumusețe cu muntele Matterhorn. Prima escaladare a lui a avut loc la 19 august 1861, fiind realizată de pe versantul de răsărit de către John Tyndall, Johann Joseph Brennen von Steinhaus și Ulrich Wenger. Versantul sudic este cel mai dificil de escaladat; pe aici, la data de 2 septembrie 1895, au escaladat muntele Joseph M. Biner, Ambros Imboden și englezul Edward Broome. Versantul de nord a fost escaladat la 21 septembrie 1898 de H. Biehly și H. Burgener. 

## Galerie de imagini

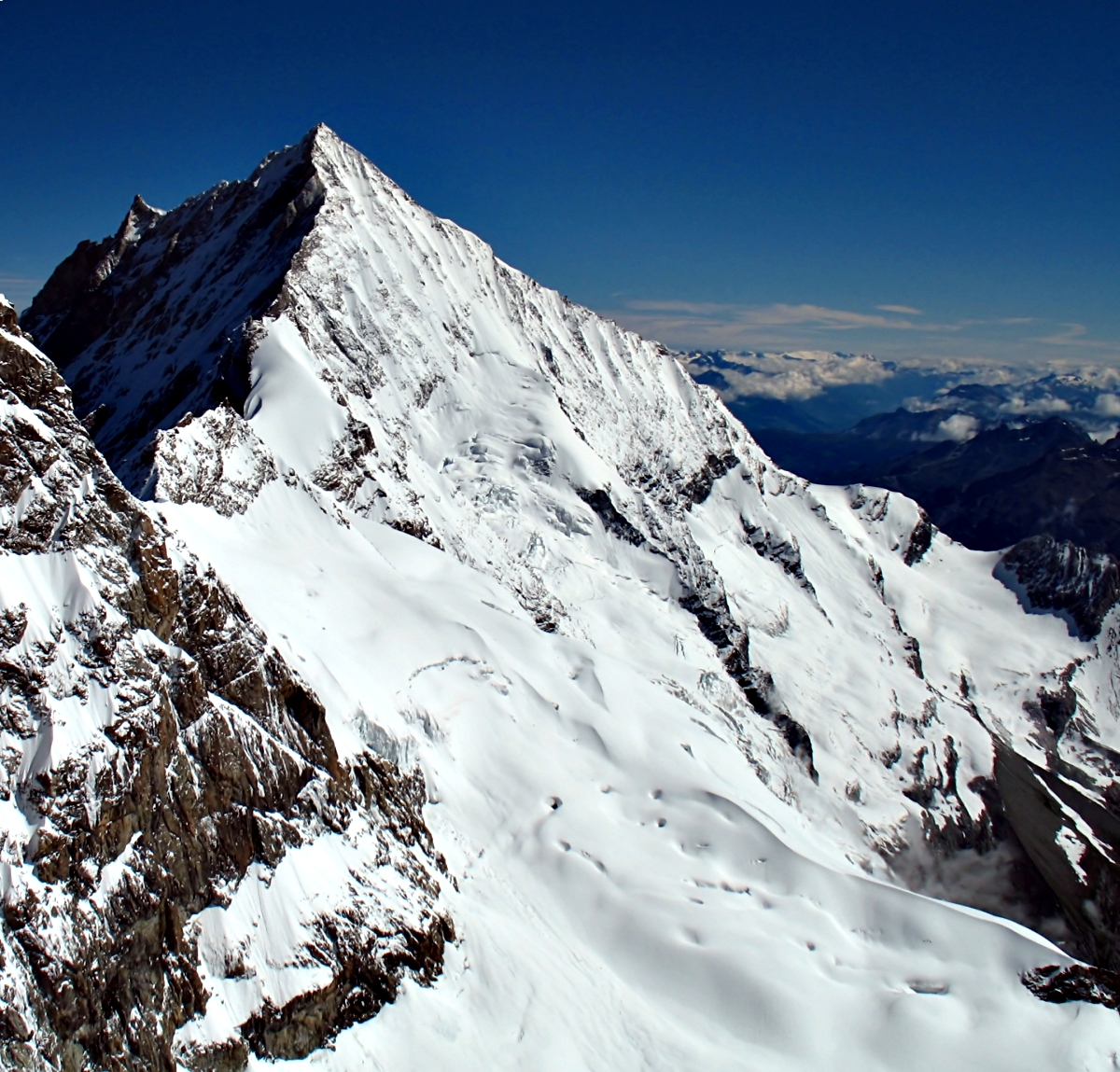
vazut de pe Zinalrothorn